# St. Petri (Sickte)

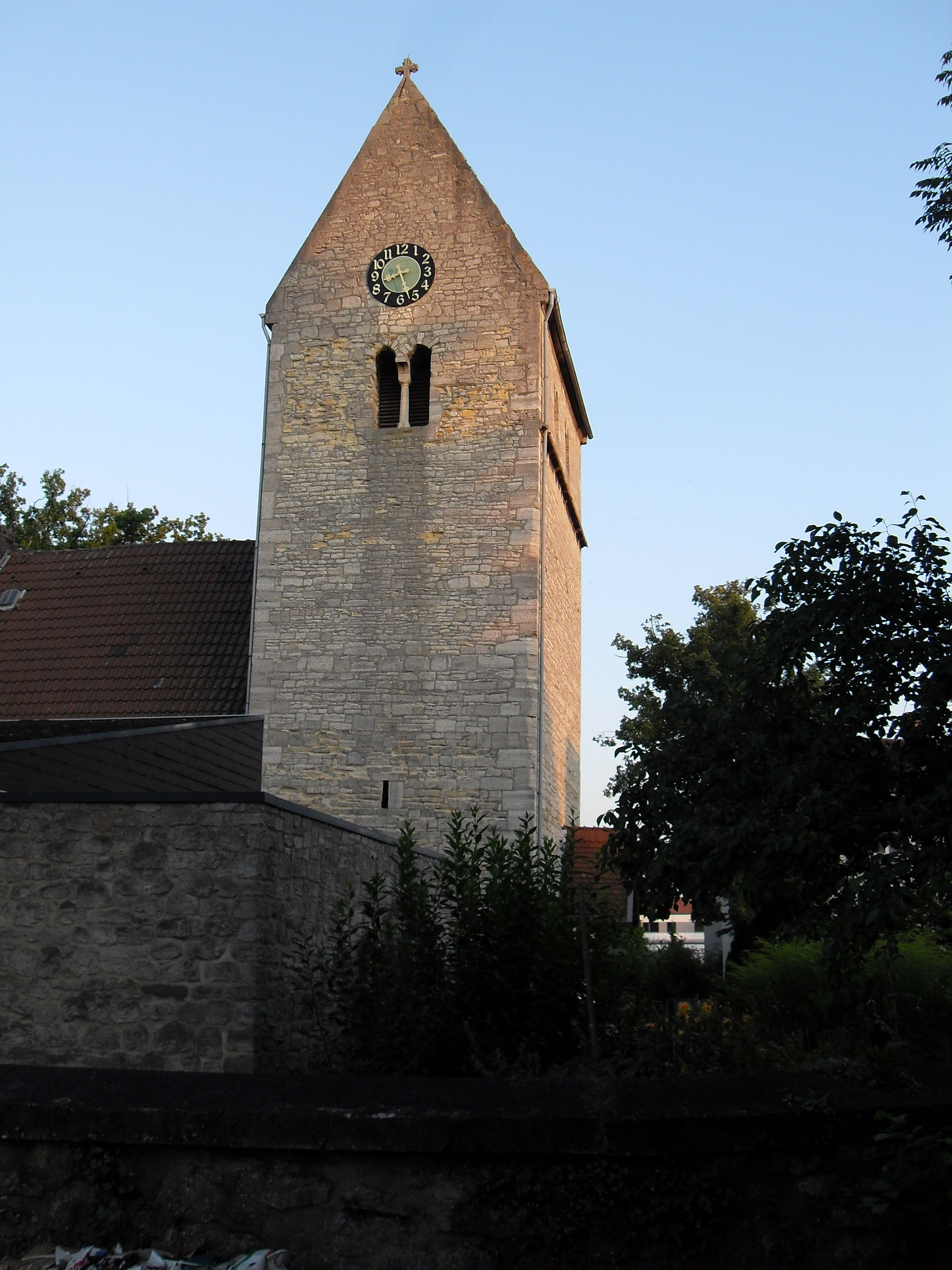
St. Petri

Die evangelisch-lutherische, denkmalgeschützte Kirche St. Petri steht in Sickte, einer Gemeinde im Landkreis Wolfenbüttel von Niedersachsen. Die Kirchengemeinde zur gehört zum Pfarrverband Maria von Magdala in Wolfenbüttel und Sickte der Propstei Wolfenbüttel in der Evangelisch-Lutherischen Landeskirche in Braunschweig.

## Beschreibung
Die Saalkirche aus Bruchsteinen und Ecksteinen hat ein spätgotisches Langhaus mit einem dreiseitig abgeschlossenen Chor im Osten. Der querrechteckige romanische Kirchturm steht im Westen. Er hat im obersten Geschoss Biforien als Klangarkaden und ist mit einem Satteldach quer zum Satteldach des Langhauses bedeckt. An das Langhaus ist nach Süden die Sakristei angebaut.
Der Innenraum ist mit einer Flachdecke überspannt, die Adolf Quensen 1904 mit jugendstilartiger Bemalung versehen hat. Die Brüstungen der Emporen sind durch Blendarkaden unterteilt. Zur Kirchenausstattung gehört ein schlichter barocker Kanzelaltar.